# 桐生大学附属中学校・桐生第一高等学校

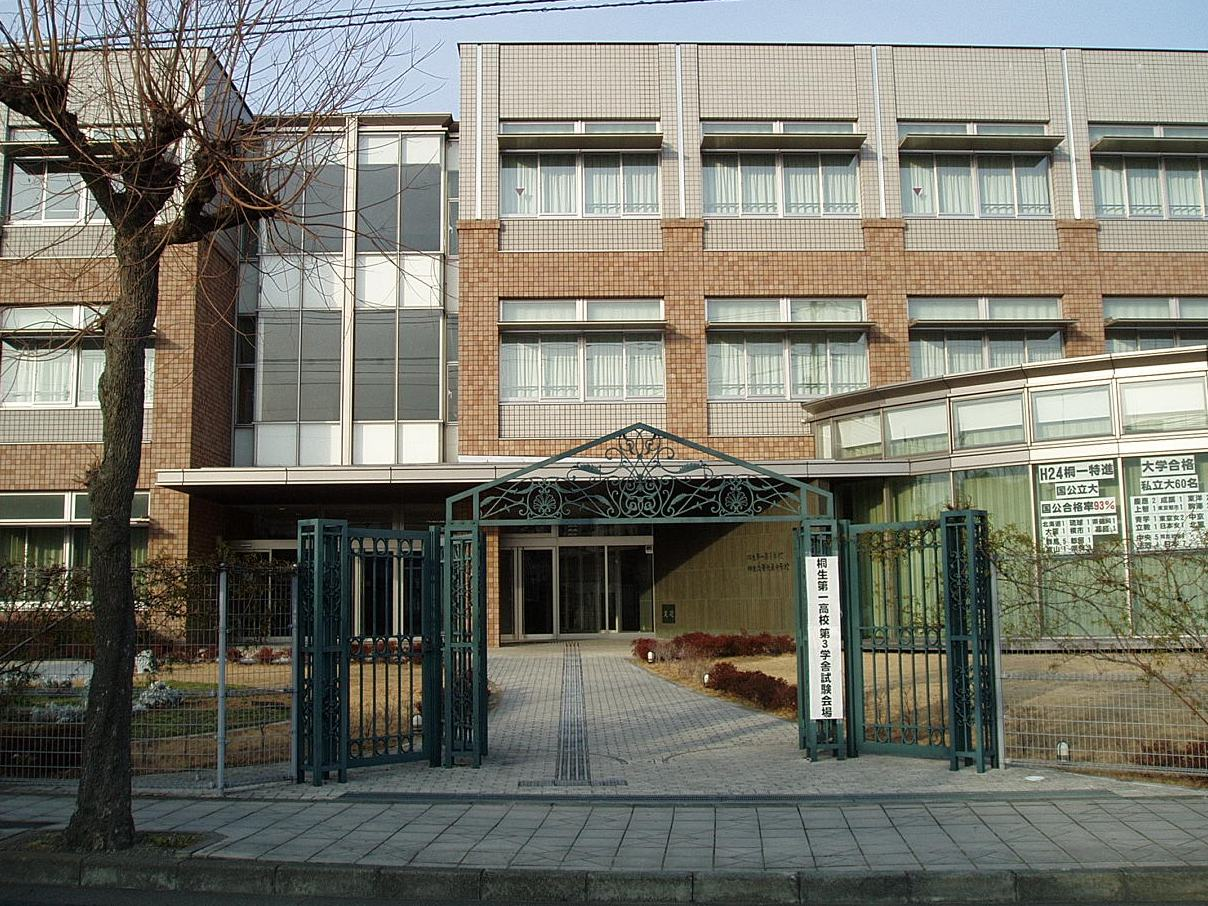
第三学舎（高校特別進学コース、桐生大学附属中学校）

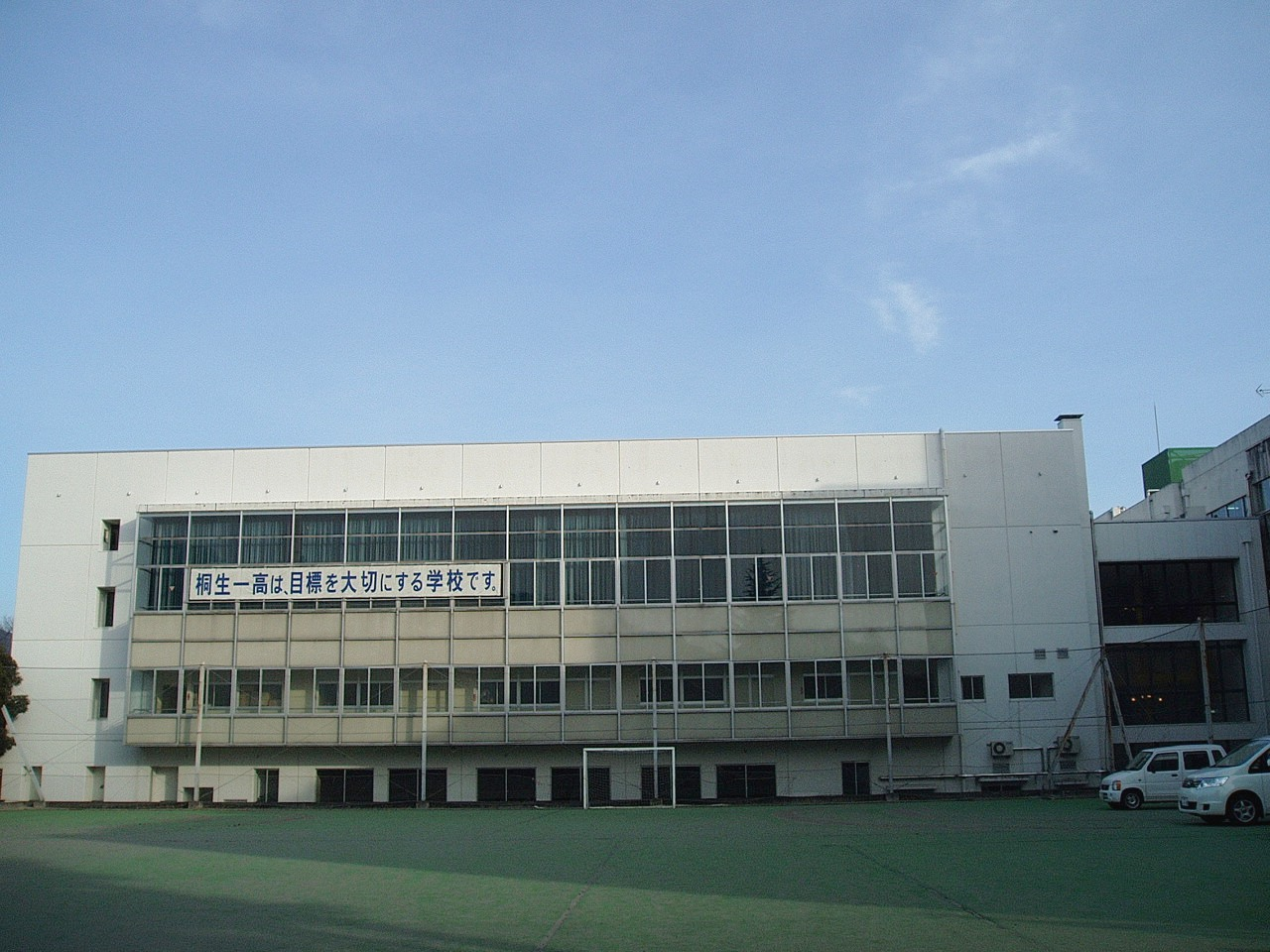
体育館

桐生大学附属中学校・桐生第一高等学校（きりゅうだいがくふぞくちゅうがっこう・きりゅうだいいちこうとうがっこう）は群馬県桐生市小曾根町にある私立中学校・高等学校（併設型中高一貫校）。通称は、「桐一」（きりいち）、市内では「一高」中学からでは「桐大附」。系列校に、同校に隣接している桐生大学附属幼稚園およびみどり市笠懸町阿左美にある桐生大学がある。設置者は学校法人桐丘学園。

## 概要
桐生大学附属中学校は、2011年4月に開校した中学校である。1学年の定員を30人とする少人数教育を行っている。平成29年度より、特別進学コース・進学スポーツコースの2コース制を採用する。両コースともに、西桐生キャンパスと新規に命名した独立した学舎で、高校特別進学コースとの生徒たちとともに学校生活を過ごしている。中学特別進学コースの生徒は高校特別進学コースに内部進学をする。高校特別進学コースの国公立大学合格率は約60％である。中学進学スポーツコースの生徒は初年度男子サッカー部を募集し、中体連に所属しながらクラブチームとの練習試合も予定しており、高円宮杯にも出場するという。強化クラブが集結する高校進学スポーツコースへの内部進学が原則であるが、本人の適正も考えて進路選択の幅を広げて将来の進路指導をするという。
生徒の多くが桐生市内からだけでなく県内の前橋市・伊勢崎市・太田市・館林市・みどり市、栃木県足利市・佐野市、埼玉県羽生市などの他市から通学している。高校入試の総募集定員は500人ほどで、高校の全校生徒数は1450人から1500人程度である。

## 教育

### 方針
中学校における基本的なことがらを重視しながら「心の教育」や「生徒一人ひとりを大切にする教育」を実現することを謳っており、21世紀型の先進教育を目指している。『対話力』『考える力』『国際対応力』の3つの力を育成するために、新しい教育活動を積極的に導入している。
平成28年度より、クエストエデュケーションプログラム（教育と探究社）、エンパワーメントプログラム、中期留学プログラムを採用した。
クエストエデュケーションにおいては、初年度導入にして3年連続で全国大会出場を果たしている。ソーシャルチェンジ部門ではグランプリに輝いた。

### 学習
桐生大学附属中学校では、21世紀型先進教育を目指していることから、教育理念である『知行考確』（自ら知り、自ら考え、自ら行い、自ら確かめる）をあらゆる教育活動において実践するよう心掛けている。そのため体験型の学習を多く取り入れている。日本の伝統文化を理解して、世界に発信するために本物を体験する「能授業」「箏授業」がある。留学生を本校に招いて、英語で議論するエンパワーメントプログラムも導入している。このプログラムでは留学生が生徒たちの家庭にホームステイをする。中学3年生の3学期にはニュージーランドへの3か月留学ができる。中高一貫校ならではの国際交流プログラムである。通常授業においては、英語・数学・国語の3教科の基礎・基本を身につけるための朝学習から始まり7時間の授業が行われている。放課後と土曜にはさまざまな講座制授業も行われている。さらに、英語の日本語でアウトプットすることを実践している。学級日誌は英語と日本語で感想を書く。
一人1台のタブレットを実現。クラウド型プラットフォームを構築して、ICT先進校を目指している。

## 学科・コース

### 中学（桐生大学附属中学校）
- 特別進学コース
- 進学スポーツコース

### 高校（桐生第一高等学校）
- 普通科
  - 特別進学コース
  - 進学スポーツコース
  - 総合コース（1年次）
    - 進学コース（2・3年次）
    - 情報ビジネスコース（2・3年次）
    - ものつくりコース（2・3年次）
    - デザイン美術コース（2・3年次）
    - ファッションコース（2・3年次）
    - 福祉コース（2・3年次）
    - こどもコース（2・3年次）

  - 文化教養コース
  - 製菓衛生師コース
- 調理科

## 歴史
その起源は、1901年の桐生裁縫専門女学館にさかのぼる。1946年に桐ヶ丘高等女学校と名称を変更し、1989年に現在の名称である桐生第一高等学校となる。

### 年表
- 1901年（明治34年） - 長澤幹子により桐生裁縫専門女学館として開校[3][4]。
- 1934年（昭和9年） - 財団法人に改組、桐生高等家政女学校と改称。
- 1946年（昭和21年） - 桐ヶ丘高等女学校と改称。
- 1951年（昭和26年） - 学校法人に改組。
- 1968年（昭和43年） - 男子部設立。桐丘高等学校と改称。
- 1989年（平成元年） - 桐生第一高等学校と改称。
- 1991年（平成3年） - 選抜高校野球大会に初出場。
- 1993年（平成5年） - 全国高校野球選手権大会に初出場。
- 1999年（平成11年） - 完全男女共学化。
- 2011年（平成23年） - 桐生大学附属中学校開校。

## 中学校年間行事
3学期制を採用している。

### 1学期
- 4月 - 入学式（1年）・実力テストI
- 5月 - 1学期中間テスト
- 6月 - 第1回英語検定・弁論大会・国内研修旅行
- 7月 - 1学期末テスト・校内英語暗唱コンテスト（1・2年）・スポーツ大会
- 8月 - 実力テストII

### 2学期
- 9月 - 校内イングリッシュデイ（1年）・校外イングリッシュキャンプ（2年）
- 10月 - 2学期中間テスト・第2回英語検定・エンパワーメントプログラム（3年）・強歩大会・文化祭・学園祭
- 11月 - ベネッセ模試
- 12月 - 2学期末テスト・芸術鑑賞会（劇団四季）・校内クエストカップ

### 3学期
- 1月 - 百人一首大会・実力テストIII・第3回英語検定
- 2月 - ベネッセ模試・ウィンタースポーツ教室（スキー教室）・クエストカップ全国大会
- 3月 - 学年末テスト・英語スピーチ発表会・卒業式（3年）

## 部活動

### 中学校文化部
- 英語コミュニケーション
- 箏
- 音楽
- 科学
- メディア
- 民芸
- 美術
- ロボコン

### 中学校運動部
- 陸上
- バスケットボール
- バドミントン
- サッカー部 (平成29年度新設)
- 軟式野球部 (令和6年度新設予定)

### 高等学校運動部
硬式野球部、サッカー部、柔道部、陸上競技部、バスケットボール部、3×3バスケットボール部、ラグビー部は強化指定クラブに指定されている。 

### 硬式野球部
桐生市は古くから高校野球の盛んな土地であり1989年に設立された同校野球部は、福田治男監督の指導の下で1999年夏（第81回）では正田樹を擁して甲子園優勝を果たした。ちなみに、群馬県勢として念願の甲子園大会初優勝であった。

## 中学校入学試験
中学校入学試験は推薦入試・学力検査入試・適性検査入試がある。
推薦入試は単願者のみで作文と本人・保護者面接、学力検査入試は国語・算数2科目の筆記試験と本人面接、適性検査入試は適性検査と本人面接である。

## 施設・交通アクセス
本校舎
JR両毛線桐生駅から徒歩で約10分。特別進学コース・文化教養コース以外の高校生徒は本校舎で学ぶ。
西桐生キャンパス
上毛電鉄西桐生駅から徒歩約1分、JR両毛線桐生駅から徒歩で約5分。高校の特別進学コースの生徒は西桐生キャンパスで学ぶ。西桐生キャンパスは桐生大学附属中学校と同じ敷地にある。
桐桜学舎
JR両毛線桐生駅から徒歩で約11分。高校の文化教養コースの生徒は桐桜学舎で学ぶ。

## 学校周辺
- 桐生市立西中学校
- 桐生市立西小学校
- 桐生市立西幼稚園
- 山手通り
- 新川橋通り

## 著名な出身者

### 野球
- 小林正人 - 元プロ野球・中日ドラゴンズ投手
- 正田樹 - プロ野球・愛媛マンダリンパイレーツ投手
- 一場靖弘 - 元プロ野球・東京ヤクルトスワローズ投手
- 大廣翔治 - 元プロ野球・東北楽天ゴールデンイーグルス内野手
- 久米勇紀 - 元プロ野球・読売ジャイアンツ投手
- 松井雅人 - プロ野球・オリックス・バファローズ捕手
- 藤岡貴裕 - プロ野球・読売ジャイアンツ投手
- 小島脩平 - プロ野球・オリックス・バファローズ内野手
- 石井将希 - プロ野球・阪神タイガース投手
- 速水隆成 - プロ野球・北海道日本ハムファイターズ捕手
- ルシアノ・フェルナンド - プロ野球独立リーグ・埼玉武蔵ヒートベアーズ外野手
- 三塚琉生 - プロ野球・読売ジャイアンツ外野手
- 北村流音 - プロ野球・読売ジャイアンツ投手

### サッカー
- 一宮憲太 - サッカー選手
- 乾大知 - サッカー選手
- 乾貴哉 - サッカー選手
- 狩土名禅 - サッカー選手
- 楠大樹 - サッカー選手
- 鈴木順也 - サッカー選手
- 鈴木武蔵 - サッカー選手
- 髙橋一輝 - サッカー選手
- 田中宏武 - サッカー選手
- 田中涉 - サッカー選手、宏武の実弟
- 中野就斗 - サッカー選手
- 蜂須賀孝治 - サッカー選手
- 黄大城 - サッカー選手
- 若月大和 - サッカー選手

### その他のスポーツ
- 樋口陸 - 長距離走選手　※武蔵越生高等学校に転学
- 齊藤誉哉 - ラグビー選手

### その他の出身者
- 滝沢乃南 - タレント
- 柳家小蝠 - 落語家
- 伊藤毅 - 俳優・フリーアナウンサー
- カヅホ - 漫画家・イラストレーター
- 中野みやび - 歌手

## 著名な教職員・関係者
- 福田治男 - 高校野球部元監督

## 系列校
学校法人桐丘学園
- 桐生大学
- 桐生大学短期大学部
- 桐生大学附属幼稚園